# Syria Planum
Syria Planum es un altiplano de la superficie de Marte.

## Características
Se encuentra ubicado en el cuadrángulo MC-17 (Phoenicis Lacus), concretamente dentro de la región volcánica de Tharsis, al sur del Noctis Labyrinthus.
Se yerge entre 6 y 8 kilómetros por encima del datum marciano. Presenta una concentración destacada de pequeños volcanes en escudo; las lavas que conformaron la superficie del altiplano han sido fechadas en un rango situado entre el período noeico tardío y el período hespérico tardío.